# Legio XX Valeria Victrix

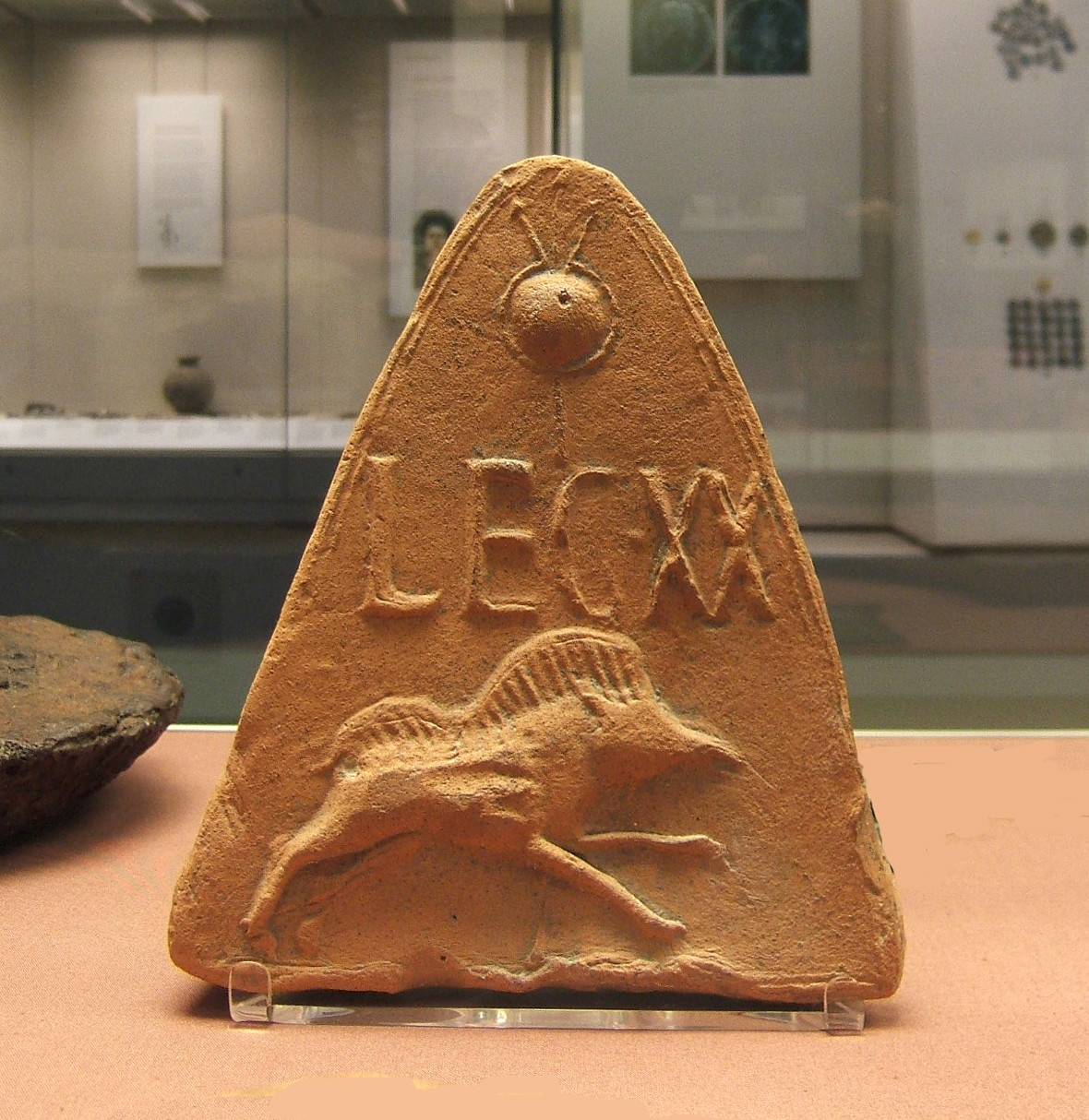
Das Zeichen der 20. Legion auf einem Antefix (Dachziegel) aus Holt, Wales

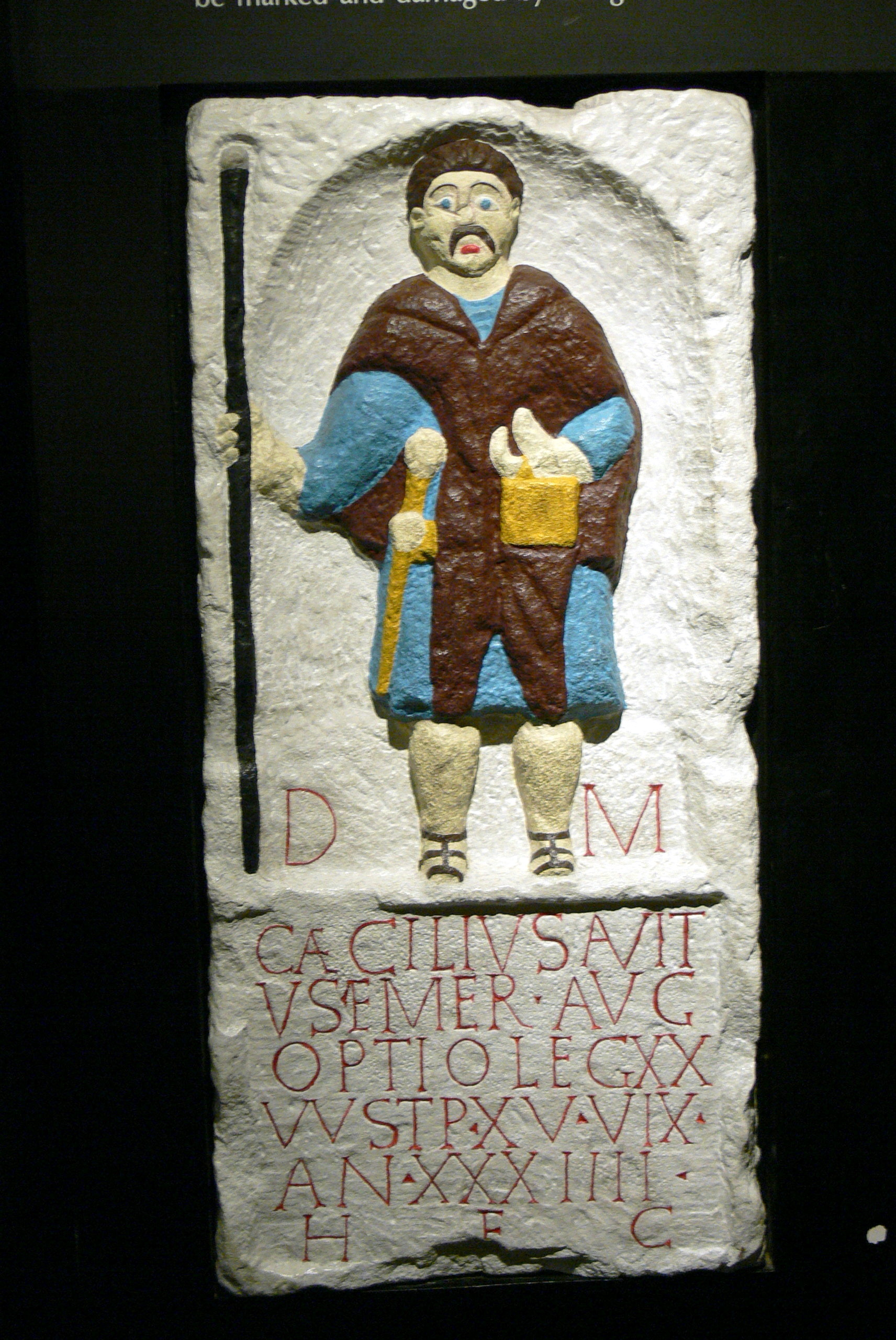
Reproduktion des Grabsteines eines Optio der Legion (Caecilius Avitus)

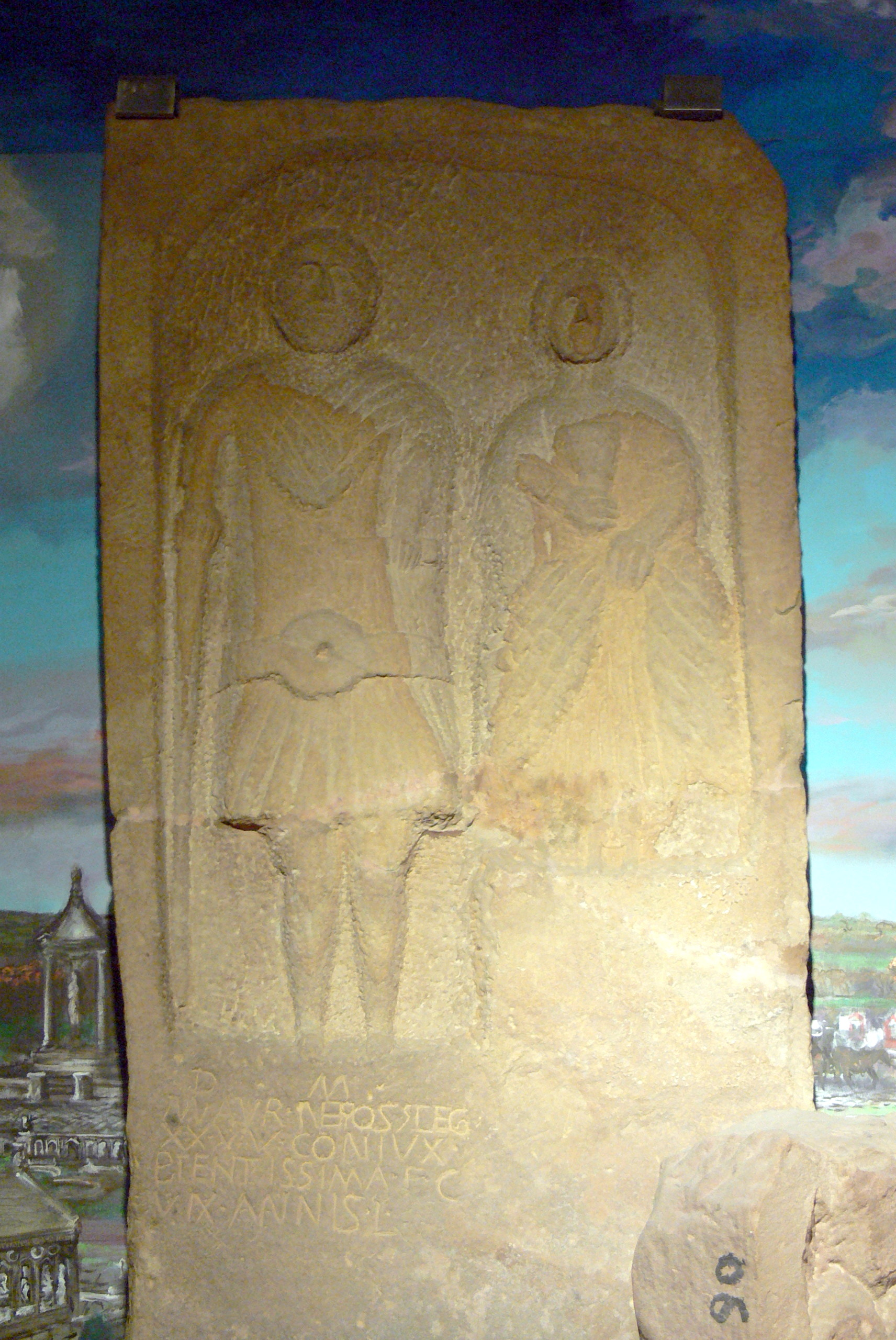
Grabstein des Marcus Aurelius Nepos und seiner Frau, einem Zenturio der Legio XX

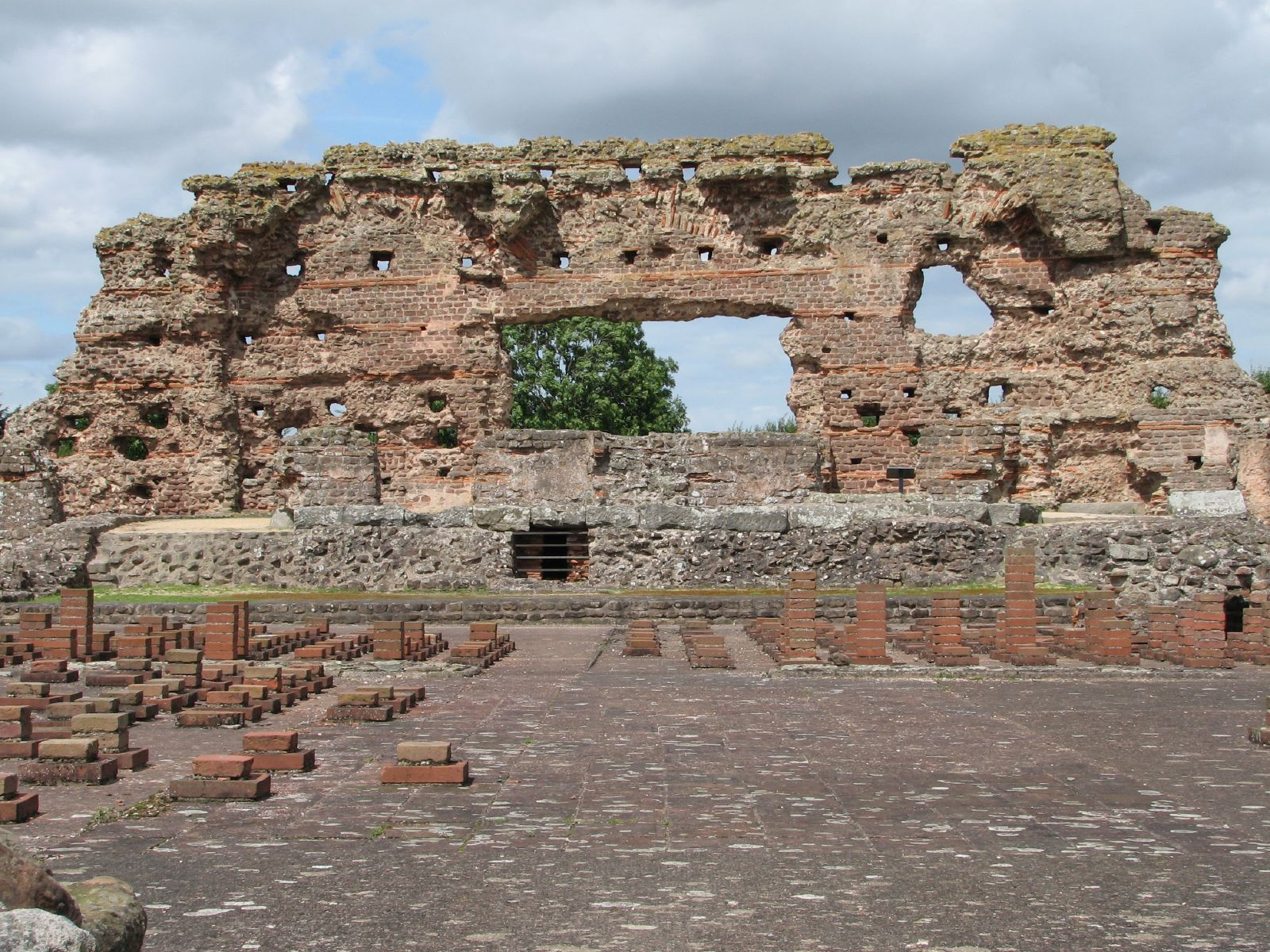
Ruinen von Viroconium

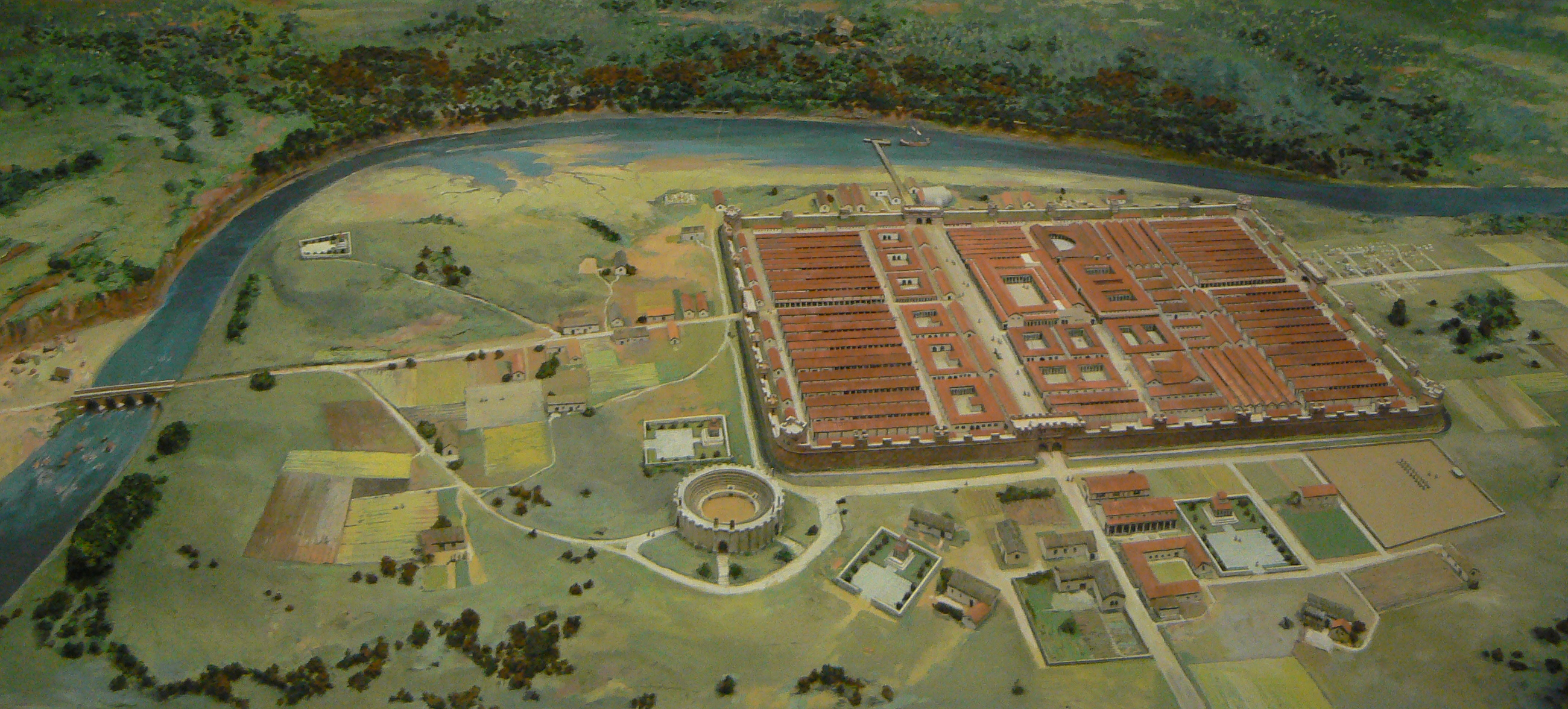
Modell des Legionslagers Deva (Chester)

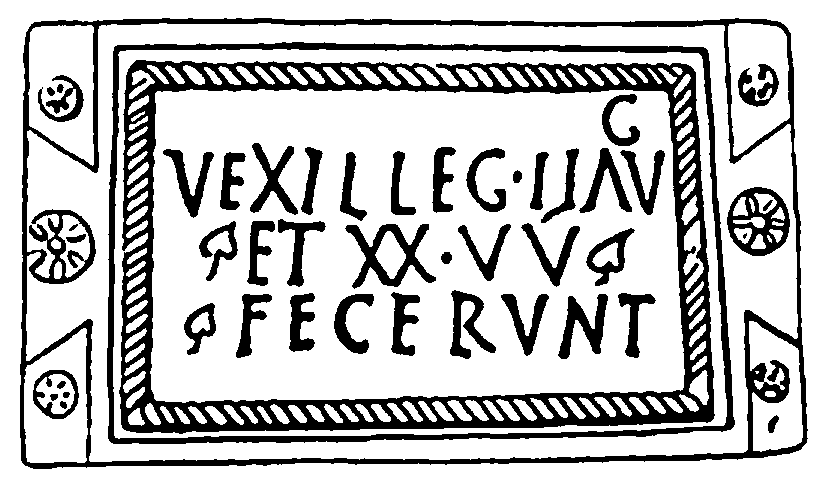
„Gebaut von Vexillationen der Legionen II Augusta und XX Valeria Victrix“
Bauinschrift aus Alauna (Maryport), frühes 3. Jh.

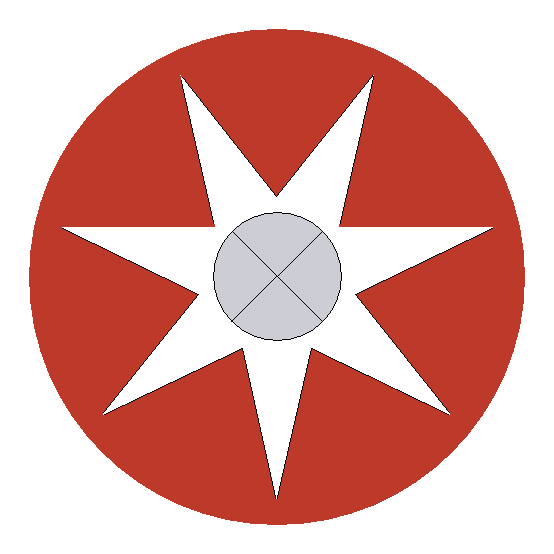
Schildbemalung der Solenses Seniores im frühen 5. Jahrhundert

Die Legio XX Valeria Victrix (lateinisch die starke und siegreiche) war eine Legion der römischen Armee. Sie wurde vermutlich um 25 v. Chr. von Octavian (dem späteren Augustus) aufgestellt. Ihr Symbol war der Eber, während des ersten nachchristlichen Jahrhunderts auch noch der Capricorn (mythologische Gestalt: halb Steinbock, halb Fisch).

## Name
Victrix heißt die Siegreiche, die genaue Bedeutung von Valeria ist jedoch nach wie vor umstritten: Wahrscheinlich leitet er sich von „valere“ ab und steht für „stark“, „mutig“ oder auch „tapfer“. Eine andere Auffassung setzt den Beinamen Valeria mit Valeria Messalina, der Ehefrau von Kaiser Claudius, in Bezug. Als überholt gilt mittlerweile die Ansicht, dass er auf den einstigen Legaten Marcus Valerius Messalla Messallinus Corvinus zurückgeht, unter dessen Kommando eine Revolte in Pannonien/Dalmatien beendet wurde. Gegen diese These spricht, dass die XX. Legion dann in der römischen Armee die einzige Legion mit einem Cognomen eines Kommandeurs gewesen wäre.
Aufgrund der wahrscheinlichsten Bedeutung der Beinamen als „stark und siegreich“ wird angenommen, dass die Legion diese Beinamen nach der erfolgreichen Niederwerfung des – für die römische Herrschaft in Britannien sehr gefährlichen – Boudicca-Aufstandes von 60/61 erhielt. Die ebenfalls an diesem Feldzug beteiligte Legio XIIII Gemina erhielt damals den Ehrennamen Martia Victrix, wobei Valeria und Martia sich auf die Eigenschaften des Kriegsgottes Mars beziehen sollten. Im Jahr 43 führte die XX. jedenfalls diese Auszeichnung noch nicht. Vereinzelt wurde auch angenommen, dass die Legion die Beinamen erst zu einem späteren Zeitpunkt erhalten habe, nämlich während der Feldzüge des Gnaeus Iulius Agricola im Norden Britanniens um 80 n. Chr.

## Geschichte der Legion

### Julisch-claudische Dynastie
Die näheren Umstände ihrer Rekrutierung wurden nicht überliefert, doch deutet die hohe Nummer auf eine eher späte Aufstellung hin. Nach Tacitus erhielt die Legion ihre Standarte von Tiberius, der seine militärische Laufbahn um 25 v. Chr. in Spanien begann.
Vermutlich wurde die Legion in diesem Jahr auch ausgehoben und zunächst in die Hispania Tarraconensis, eine römische Provinz auf der iberischen Halbinsel, versetzt, wo sie im sogenannten Kantabrischen Krieg (29–19 v. Chr.) kämpfte. Das damalige Standlager der Legion ist unbekannt. Vexillationen der Legion wurden um etwa 20 v. Chr. ins dalmatische Burnum (Kistanje in Kroatien) verlegt, das um die Zeitenwende zum Hauptquartier der Legion wurde. Zumindest eine Vexillation lag zu dieser Zeit auch in der Provinz Moesia (Mösien), im Lager von Oescus.
Im Jahr 6 bereitete Tiberius einen Feldzug gegen Marbod, den König der Markomannen vor. Es wurden insgesamt zwölf Legionen, unter ihnen auch die Legio XX, und Hilfstruppenkohorten zusammengezogen. Kurz nach Beginn der Kampagne im Frühjahr desselben Jahres stoppte Tiberius jedoch seinen Vormarsch und schloss stattdessen einen Freundschaftsvertrag mit Marbod, da er die Nachricht vom Ausbruch des sog. Pannonischen Aufstandes erhielt. Von 6 bis 9 n. Chr. schlug Tiberius mit größten Anstrengungen und unter Aufbietung einer Armee von insgesamt 15 Legionen, was die Hälfte des gesamten Militärpotentials der Römer in dieser Zeit darstellte, den Aufstand in Pannonien und Illyrien wieder nieder, an dessen Niederwerfung die XX. Legion unter dem Statthalter Marcus Valerius Messalla Messallinus – wie schon erwähnt – ebenfalls maßgeblich beteiligt war. Im Anschluss an die Varusschlacht zog Tiberius mit der nun kampferprobten Legion 9/10 n. Chr. an die Rheinfront, wo sie den Kern für die Wiederaufstellung des Rheinheeres bildete.
Nach Augustus’ Tod im Jahr 14 n. Chr. meuterten die Legionen in Germanien, wurden aber durch Zugeständnisse des Germanicus bald wieder beruhigt. Ihr Winterlager, in das sie Aulus Caecina Severus zurückführte, befand sich apud aram Ubiorum im heutigen Köln. Acht Legionen nahmen an den Germanicus-Feldzügen im rechtsrheinischen Germanien in den Jahren 14 bis 16 n. Chr. teil. Die Legionen II Augusta, XIII Gemina, XIIII Gemina und XVI Gallica gehörten zur oberrheinischen Heeresgruppe des Germanicus, während die I Germanica, V Alaudae, XX und XXI Rapax zur niederrheinischen Heeresgruppe des Caecina zählten. Im Jahr 21 n. Chr. wurden Vexillationen der vier niedergermanischen Legionen I Germanica, V Alaudae, XX und XXI Rapax gemeinsam unter der Führung des Tribuns der Legio I Germanica, Torquatus Novellius Atticus, gegen die aufständischen gallischen Stämme der Andecaver und Turonen unter Iulius Sacrovir und Iulius Florus in Gallien eingesetzt. Um das Jahr 30 wurde die Legion aus dem Oppidum Ubiorum (Köln) nach Novaesium (Neuss) verlegt. Vexillationen der Legio I Germanica und Legio XX waren bis in die 30er Jahre wenige Kilometer südlich der Colonia Claudia Ara Agrippinensium (Köln) in Alteburg stationiert. Unter Kaiser Caligula (37–41) nahm die Einheit an dessen Feldzügen in die rechtsrheinische Germania magna teil.
Im Jahr 42 wurde Aulus Plautius, Statthalter der Provinz Pannonia, von Kaiser Claudius mit der Invasion Britanniens betraut. 43 landete er mit einer Streitmacht von mehreren Legionen (Legio II Augusta, Legio VIIII Hispana, Legio XX und vermutlich Legio XIIII Gemina) und eroberte Britannia für das römische Reich. Er wurde erster Statthalter der neu gegründeten Provinz.
Zunächst wurden Teile der Legion mit Auxiliartruppen im eilig errichteten Lager Camulodunum (Colchester), am Hauptort der Trinovanten, stationiert. Die Legion wurde jedoch schon im Winter 48–49 n. Chr. von Publius Ostorius Scapula nach Glevum (Gloucester) in Wales umquartiert und die Befestigungen in Camulodunum geschleift. Das Gelände des verlassenen Lagers wurde als Veteranenkolonie Colonia Victrix weitergenutzt. Als mögliches neues Lager gilt auch Kingsholm bei Gloucester. In der Folge kam es zu Kämpfen gegen die Silurer unter ihrem König Caratacus, dem sich im Jahr 51 die Ordovicer anschlossen. Im Jahr 57 wurden unter dem Statthalter Quintus Veranius die Silurer in Südwales unterworfen und die Legion nach Usk verlegt. Dort wurde auch ein Teil einer bronzenen Siegelkapsel mit dem Emblem der Legion, dem Eber, gefunden. Vermutlich erhielt die Legion wegen ihrer Erfolge im Boudicca-Aufstand (60–61 n. Chr.) den Namen Valeria Victrix. Kurz nach 65 wurde die Legion aus Usk abgezogen und nach Viroconium (Wroxeter) verlegt und löste dort die Legio XIIII Gemina ab.

### Vierkaiserjahr und Flavische Dynastie
68 n. Chr. entsandte die Legion einige Einheiten zur Unterstützung (Vexillationen) des Vitellius nach Rom, die nach dem Sieg der Truppen Vespasians in der Zweiten Schlacht von Bedriacum nach Britannien zurückkehrten. Um 69/70 ernannte Gaius Licinius Mucianus, Vespasians „Stellvertreter“, den ihm ergebenen Gnaeus Iulius Agricola zum Legaten der Legio XX Valeria Vitrix. In den Feldzügen (78–84) des zum Statthalter Britanniens beförderten Agricola kämpfte die Legion gegen die Ordovicer und Silurer und schlug zusammen mit der Legio VIIII Hispana die Briganten bei Stanwick (78) im Norden Britanniens.
Im Jahr 83 wurde eine Vexillation mit vermutlich 1000 Legionären aus Britannien abgezogen, um den Aufstand der Chatten bei Mogontiacum (Mainz) niederzuschlagen. Auch die anderen britannischen Legionen entsandten Abordnungen nach Germania superior. Nach dem Abschluss des Feldzuges waren acht Vexillationen aus den Legionen Britanniens und Obergermaniens unter Gaius Velius Rufus, dem Primus Pilus der Legio XII Fulminata, im Gebiet der Lingonen (Nordfrankreich) mit umfangreichen Baumaßnahmen beschäftigt.
Der Hauptteil der Legion, der in Britannien verblieben war, war währenddessen zwischenzeitig in Carlisle stationiert. Dort wurde auch eine hölzerne Wachstafel mit Resten der antiken Beschriftung gefunden, die vom 7. November 83 stammt und die Namen zweier Soldaten der Legio XX und ihrer Centurios nennt. Danach erbaute die Legion um 84 n. Chr. das Legionslager Inchtuthil (antiker Name Pinnata castra) am Fluss Tay. Es ist zwar nicht explizit belegt, welche Truppe dieses Kastell errichtete, durch das Ausschlussverfahren bleibt von den zu dieser Zeit in Britannien stationierten Truppen aber nur die zwanzigste Legion übrig. Allerdings wurde das Lager in Inchtuthil nie fertiggestellt, weil die in Chester (antik Deva Victrix) stationierte Legio II Adiutrix um 87 aus Britannien abgezogen wurde und die Legio XX daraufhin das Lager in Chester übernahm. Sie baute das dortige Holz-Erde-Kastell zu einem Lager in Stein- bzw. Ziegelbauweise um und betrieb auch eine Bleimine. Ziegeleien und Töpfereien befanden sich auf einem 8 ha großen Areal in der 12 km südlich gelegenen Ortschaft Holt in Denbighshire. Das Lager diente der Überwachung des nördlichen Wales und der westlichen Midlands sowie als Depot. Die erfahrensten Truppenteile dienten an der Grenze oder als „Bautrupps“ im Norden, wurden aber auch als Vexillationen zu entfernteren Einsätzen entsandt.

### Adoptivkaiser und Antoninische Dynastie
Zwischen 122 und 125 wurden Vexillationen beim Bau des Hadrianswalls eingesetzt. Von 139 bis 142 waren die gesamte Legio II Augusta und Vexillationen der Legionen VI Victrix und XX Valeria Vitrix mit dem Bau des Antoninuswalls betraut. Jeder Einheit waren eigene „Bauabschnitte“ zugewiesen. Zwischen 155 und 158 brachen im Norden Britanniens so schwere Unruhen aus, dass die dortigen Legionen mit Ersatz aus Germania inferior und Germania superior aufgestockt werden mussten.
Lucius Artorius Castus, den manche für die historische Figur hinter König Artus halten, war zwischen 180 und 230 Praefectus der Legio VI Victrix. Er führte vermutlich im ausgehenden 2. Jahrhundert eine aus den drei britischen Legionen herausgezogene Vexillation (Legio II Augusta, Legio VI Victrix, Legio XX Valeria Victrix) gegen Aufständische in der Bretagne.

### Zweites Vierkaiserjahr und Severer
196 setzte der britannische Statthalter Clodius Albinus mit seinen Legionen und Hilfstruppen nach Gallien über und ließ sich dort zum Imperator ausrufen. Er wurde jedoch bald darauf von seinem Kontrahenten Septimius Severus am 19. Februar 197 bei Lugdunum (Lyon) vernichtend geschlagen. Die Soldaten des Clodius Albinus (Legio XX Valeria Victrix, Legio VI Victrix) mussten daraufhin nach Ausweis von Bleibarrenstempel in den Bergwerken Britanniens ihren Dienst ableisten. Die Abwesenheit der römischen Truppen war in der Zwischenzeit von den nordbritischen Stämmen genutzt worden um in den Süden einzufallen. Die nachfolgenden, langwierigen Strafexpeditionen hatten nur geringen Erfolg, sodass Kaiser Septimius Severus 208 sich selbst nach Britannien begeben musste, um nun auch Caledonien (Schottland) zu unterwerfen. Die XX. kämpfte sich vom Westen Britanniens in den Norden vor und wurde nach Beendigung der Kämpfe wieder nach Chester verlegt. Der Beiname Antoniniana wurde ihr unter Caracalla (211–217) verliehen.
Um 219 waren Vexillationen in die Kastelle Alauna (Maryport), Netherby und Bewcastle für Bauarbeiten abkommandiert. Das Baumaterial wurde in den Steinbrüchen Cumberlands gebrochen oder in den Ziegeleien von Scalesceugh bei Carlisle hergestellt. Unter Severus Alexander (222–235) trug die Legion den Beinamen Severiana, der unter Gordian III. (238–244) in Gordiana geändert wurde.
Immer wieder traten im 3. Jahrhundert gemeinsam operierende Vexillationen der eigentlich in Britannia superior stationierten Legio XX und II Augusta im Norden der Britannia inferior auf. Diese Verbände wurden wahrscheinlich später in die britische mobile Feldarmee (Comitatenses) unter dem Comes Britanniarum eingereiht.

### Soldatenkaiser und Spätantike
Von Kaiser Decius (249–251) wurde die Legion aus unbekanntem Anlass mit dem Beinamen Deciana geehrt. 255 kämpfte eine Vexillation in Germanien und wurde nach dem Sieg an der Donaugrenze verlegt. Vexillationen der britannischen Legionen wurden in den 260er Jahren auch in Pannonien eingesetzt.
Von 260 bis 274 gehörte Britannien zum Gallischen Sonderreich und wurde von 286 bis 297 unter Carausius und Allectus einige Zeit von Rom vollkommen unabhängig. Die letzten Nachweise der Anwesenheit der Legion auf britischen Boden sind Münzemissionen dieses Sonderreiches. Möglicherweise wurde sie nach der Wiedereingliederung Britanniens durch Constantius I. 297 aufgelöst. In der spätantiken Truppenliste des Dux Britanniarum wird allerdings ein Praefectus Numeri Solensium im Kastell Maglone angegeben. Laut Arnold Jones könnte diese Einheit auf den ersten Blick eine Einheit gewesen sein, die 293 mit Constantius Chlorus Interventionsarmee auf die Insel kam, um Allectus zu stürzen, da Chlorus in seiner Titulatur auch mit dem Sonnengott Sol gleichgesetzt wurde. Konstantin I. assoziierte sich ebenfalls mit diesem Gott Sol Invictus (der unbesiegte Sonnengott), bevor er kurz vor seinem Tod zum Christentum konvertierte. Andere Vexillationen dieser Einheit scheinen in der Notitia dignitatum durch die Solenses seniores und die Solenses Gallicani unter dem Magister militum per Thracias vertreten zu sein. Dies könnten aber auch neu aufgestellte Einheiten gewesen sein, die von Constantius Chlorus dann in einen höheren Status befördert wurden (oder evtl. auch von seinen Nachfolgern).
Aber angenommen, dass diese Einheiten wirklich ehemalige Legionäre anstatt komplett neu aufgestellter Solenses-Einheiten waren, erscheint es lt. Jones dennoch nicht abwegig, ihren Ursprung auf die Legio XX zurückzuführen. Diese britische Stammlegion ist die einzige, die nicht mehr in der Truppenliste des dux Britanniarum in der Notitia Dignitatum angeführt wird. Die o.e. Münzen des Carausius wurden einhundert Jahre vor der ersten Ausgabe der Notita Dignitatum geprägt, möglicherweise musste er sich die Loyalität der XX. erst erkaufen. Ob Carausius die XX. Legion in seine Prägungen deswegen miteinbezog, um ihre Unterstützung zu gewinnen oder nur zu zeigen, dass sie ihm gegenüber loyal war, ist heute mangels antiker Quellen nicht mehr zu beweisen, aber sehr wahrscheinlich.
Noch ein weiteres Argument könnte eine Umwandlung der Legio XX in die Solenses untermauern, nämlich dass sie zu Constantius’ Präfekten Asclepiodotus überliefen und dabei halfen, Allectus Truppen in der entscheidenden Schlacht bei Nord-Hampshire/Berkshire zu vernichten. Als Belohnung wurde sie mit dem persönlichen Ehrentitel des Kaisers belehnt. Dies muss ohne Zweifel durch Constantius oder später durch Konstantin I. erfolgt sein, da diese natürlich bestrebt waren, alle Spuren der Usurpatoren auszutilgen. Die Umbenennung erfolgte mit ziemlicher Sicherheit nach dem Ende des britischen Sonderreiches.